# Municipio de Santo Domingo
El municipio de Santo Domingo es uno de los 59 municipios que constituyen el estado mexicano de San Luis Potosí.

## Geografía
Santo Domingo está ubicado al noroeste del estado. Abarca una superficie de 4332.89 km² y limita al este con el municipio de Charcas, al noreste con el municipio de Catorce, al sur con el municipio de Villa de Ramos, al sureste con el municipio de Salinas, al oeste con el municipio de Villa de Cos y al norte con el municipio de Mazapil, estos dos últimos del estado de Zacatecas.
La ciudad de Santo Domingo, cabecera del municipio, se encuentra aproximadamente en la ubicación 22°52′13″N 100°16′37″O / 22.87028, -100.27694, a una altitud de 1366 m s. n. m.
Según la clasificación climática de Köppen el clima de Santo Domingo corresponde a la categoría BSh, (semiárido cálido).

## Demografía
La población total del municipio de Santo Domingo es de 10 785 habitantes, lo que representa un decrecimiento promedio de -1.1 % anual en el período 2010-2020 sobre la base de los 12 043 habitantes registrados en el censo anterior. Al año 2020 la densidad del municipio era de 2,495 hab/km².
| Gráfica de evolución demográfica de Municipio de Santo Domingo entre 2000 y 2020 |
|                                                                                  |
| Fuente: Instituto Nacional de Estadística Geografía e Informática                |

En el año 2010 estaba clasificado como un municipio de grado bajo de vulnerabilidad social, con el 14.74% de su población en estado de pobreza extrema.
La población del municipio está mayoritariamente alfabetizada (11.19% de personas analfabetas al año 2010), con un grado de escolarización en torno de los 5.5 años. Solo el 0.11% de la población se reconoce como indígena.
El 97.37% de la población profesa la religión católica. El 1.98% adhiere a las iglesias Protestantes, Evangélicas y Bíblicas.

### Localidades
Según el censo de 2010, la población del municipio se distribuía entre 58 localidades, de las cuales 52 eran pequeños núcleos urbanos de menos de 500 habitantes.
Las localidades con mayor número de habitantes y su evolución poblacional son:
| Localidad                          | Población 2010 | Población 2020 |
| Total Municipio                    | 12 043         | 10 785         |
| El Sabino                          | 381            | 294            |
| Illescas                           | 1727           | 1635           |
| Jesús María                        | 1979           | 1947           |
| Providencia                        | 817            | 672            |
| San Antonio del Mezquite           | 385            | 301            |
| San José Calihuey                  | 272            | 259            |
| San Juan del Salado                | 310            | 279            |
| Santa Matilde                      | 656            | 582            |
| Santo Domingo (Cabecera municipal) | 730            | 677            |
| San Vicente Banderillas            | 322            | 259            |
| Zancarrón                          | 649            | 594            |
| Zaragoza (Pozo Salado)             | 453            | 342            |

## Educación y salud
En 2010, el municipio contaba con escuelas preescolares, primarias, secundarias y dos escuelas de educación media (bachilleratos), una escuela de formación para el trabajo y seis primarias indígenas. Contaba con 9 unidades destinadas a la atención de la salud, con un total de 13 personas como personal médico.

El 37.2% de la población, (5184 personas), no habían completado la educación básica, carencia social conocida como rezago educativo. El 24.9%, (3461 personas), carecían de acceso a servicios de salud.

## Economía
Según los datos relevados en 2010, 2248 personas desarrollaban su actividad en el sector primario (agricultura, ganadería, aprovechamiento forestal, pesca y caza). Este sector concentraba más de la mitad de las 3537 personas que ese año formaban la población económicamente activa del municipio. En segundo lugar, 268 personas estaban ocupadas en el comercio minorista.
Según el número de unidades activas relevadas en 2019, los sectores más dinámicos son el comercio minorista, la prestación de servicios de alojamiento temporal y de preparación de alimentos y bebidas, y en menor la prestación de servicios generales no gubernamentales.